# Apostenus humilis
Espèce
Apostenus humilis est une espèce d'araignées aranéomorphes de la famille des Liocranidae.

## Distribution
Cette espèce se rencontre en France, en Espagne, au Portugal et au Maroc.
Sa présence est incertaine en Géorgie.

## Description
Le mâle décrit par Bosmans en 2009 mesure 2,03 mm et la femelle 3,42 mm.

## Systématique et taxinomie
Cette espèce a été décrite par Simon en 1932.

## Publication originale
- Simon, 1932 : Les arachnides de France. Tome VI. Synopsis générale et catalogue des espèces françaises de l'ordre des Araneae, 4e partie, Paris, vol. 6, p. 773-978.